# 遠刈田温泉
遠刈田温泉（とおがったおんせん）は、宮城県刈田郡蔵王町（旧国陸奥国、明治以降は磐城国）にある温泉。

## 泉質
- 硫酸塩泉

足腰の病気に対する効能が強いとされ、古くは湯治場であった。

## 温泉街
蔵王連峰の東麓に温泉街がある。また周辺の高原地帯にも広く宿泊施設などが点在している。
遠刈田温泉株式会社が設置している公衆浴場が2軒あり、いずれも温泉街の中心部に設置されている。1つは刈田嶺神社（里宮）に隣接する「神の湯」である。もう1つの浴場「壽の湯」は、湯の熱さと小振りな風情ある建物で知られ、観光客にも人気が有る。
この地はまた土湯温泉や鳴子温泉などと共にこけしで名を知られた温泉でもあり、街の周辺には幾つかの製造所が見られる。

## 歴史
開湯は約400年前の1601年（慶長6年）とされるが、平安時代末に温泉の近隣で宮鉱山（金山）を発見した、金商人の金売吉次（橘次）によって開かれていたとも伝えられる。古くは「湯刈田」（とうがった）を地名としていた。そのため現在でも「遠刈田」の読みは「とおがった」と「とうがった」の事実上2つ有ると言って良い。
江戸時代から、蔵王連峰・刈田岳山頂にある蔵王権現（現在の刈田嶺神社（奥宮））への講中登山の宿場町あるいは湯治場として賑わいを見せるようになった。
1917年（大正6年）には仙南温泉軌道によって鉄道が敷かれ、遠刈田停車場が設置された。この路線は線形の悪さなどのため非常に鈍足で、バスとの競争に敗れ、1937年（昭和12年）に廃線となってしまった。
1932年（昭和7年）1月には火災があり、温泉街がほぼ全焼した。
1997年（平成9年）4月、蔵王通りがリニューアルされた。これを機に「大道芸フェスティバルin遠刈田」が毎年開催されるようになった。

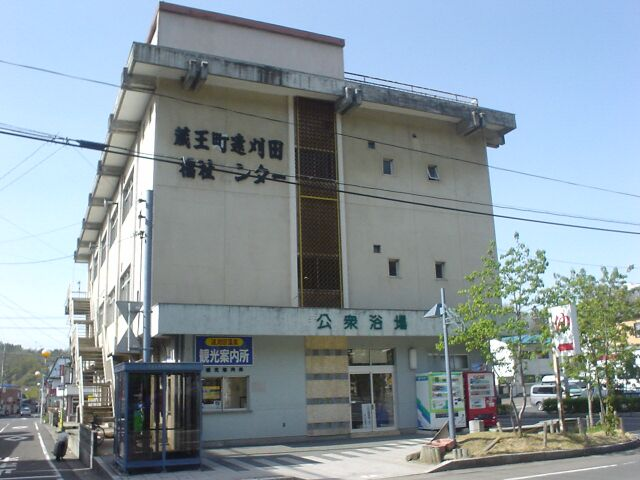
かつての「蔵王町遠刈田福祉センター」（2004年撮影）

2006年（平成18年）に廃止された「蔵王町遠刈田福祉センター」（福祉センター共同浴場を併設）に替わって「神の湯」が設置された。「神の湯」は同センターと蔵王通りをはさんで向かい側にあった中央公園（駐車場）に設置された（同センターの跡地は公園になった）。「神の湯」には同センターから観光案内所も移転し、さらに足湯なども併設され、文字通り温泉街の顔的な施設となっている。なお、昭和初期の当温泉には「上の湯」「中の湯」「滝の湯」の3つの共同浴場が存在しており、「神の湯」は「上の湯」と同音異字となっている。
近年では周辺スキー場や付近の高原地帯などへの観光客の宿泊地、および、日帰り入浴客が見られる。

## アクセス
- 鉄道：東北新幹線・白石蔵王駅よりミヤコーバスで約50分、遠刈田温泉湯の町下車。
- 高速バス：JR仙台駅西口さくら野前34番のりばからミヤコーバス・特急仙台 - 村田・蔵王町線で72分、遠刈田温泉湯の町下車。
- 路線バス:タケヤ交通みやぎ蔵王山麓アクセス線(土・日・休日のみ運航、1日往復2便)
  - 白石蔵王駅発、白石駅東口経由で約50分
- 道路：東北自動車道・村田IC、白石ICから宮城県道12号白石上山線経由で約17km。
- 道路：山形自動車道・宮城川崎ICから宮城県道47号蔵王川崎線経由で約12km

## こけし（遠刈田系）
遠刈田こけしと呼ばれる宮城県南部を代表する郷土玩具。土湯温泉（福島市）や鳴子温泉（大崎市）と並ぶ三大こけし発祥の地である。
遠刈田系の特徴は、頭頂に赤い放射線状の飾りを描き、さらに額から頬にかけて八の字状の赤い飾りを描く。胴は手書きの花模様で菊や梅を重ねたものが多く、ほかに木目模様などが描かれている。

## 周辺
周辺には、蔵王の観光地が集まっている。また、引揚者が開拓した牧場や農地また別荘地も数多く点在している。
- 蔵王
  - 蔵王ハートランド（観光牧場）
  - 宮城蔵王えぼしスキー場
  - 宮城蔵王すみかわスキー場
  - 蔵王エコーライン
  - 蔵王山水苑

ほか
- 青根温泉
- 峩々温泉
- 蔵王開拓温泉
- 入植地
  - 北原尾 … パラオから引き揚げた者など北海道・東北地方出身の32世帯が入植。